# Йозеф Тербофен
Йозеф Антон Юліус Тербофен (нім. Josef Antonius Heinrich Terboven; 23 травня 1898, Ессен, Німецька імперія — 8 травня 1945, замок Скаугум, Осло, Норвегія) — німецький державний діяч, обергруппенфюрер СА (1936).

## Біографія
Після закінчення Вищої реальної школи в Гамбольті в 1915 році, вступив добровольцем до армії. Учасник Першої світової війни, лейтенант. Демобілізований в 1918 році.
В 1923—1925 роках працював в банку, в 1923 році вступив в НСДАП.
З 1925 року — на партійній роботі. Керував ортсгруппою в Ессені. Одночасно був керівником СА Ессена. А з 1927 року керував уже всією партійною організацією району Ессен. В 1928 році призначений гауляйтером Ессена.
З 14 вересня 1930 року — народний депутат Рейхстагу від Західного Дюссельдорфа, з липня 1933 року — прусський державний радник. Вважався одним з найбільш фанатичних прихильників Гітлера. Напередодні «Ночі довгих ножів» 1934 року Адольф Гітлер вирушив на весілля Тербофена в Ессен, призначене на 28 червня 1934 року, що було кроком з підготовки знищення вищого керівництва СА. Один з головних керівників подій «Ночі».
З 5 лютого 1935 року — обер-президент Рейнської провінції. З вересня 1939 року, після початку Другої світової війни, призначений імперським комісаром оборони VI військового округу, а з 1942 року — і всього Ессена.
19 квітня 1940 року призначений імперським комісаром Норвегії. Спільно з вищим керівником СС і поліції Норвегії Вільгельмом Редісом займався організацією каральних акцій проти мирного населення і партизанів Норвегії.
Після висадки союзницьких військ у Норвегії в 1945 році, побоюючись арешту, покінчив життя самогубством, підірвавшись гранатою разом із Редісом.

## Нагороди[4]

### Перша світова війна
- Залізний хрест
  - 2-го класу (24 вересня 1916)
  - 1-го класу (вересня 1918)

### Міжвоєнний період
- Почесний кут старих бійців (лютий 1934)
- Почесний хрест ветерана війни з мечами (1934)
- Золотий партійний знак НСДАП (27 квітня 1945)
- Золотий почесний знак Гітлер'югенду з дубовим листям (15 січня 1938)
- Медаль «За вислугу років в НСДАП» в бронзі та сріблі (15 років)

### Друга світова війна
- Хрест Воєнних заслуг
  - 2-го класу
  - 1-го класу (15 вересня 1940)
  - 2-го класу з мечами
  - 1-го класу з мечами